# Physetobasis kiunkiangana
Physetobasis kiunkiangana är en fjärilsart som beskrevs av Louis Beethoven Prout 1958. Physetobasis kiunkiangana ingår i släktet Physetobasis och familjen mätare. Inga underarter finns listade i Catalogue of Life.